# Shattered Union
Shattered Union ist ein 2005 erschienenes rundenbasiertes Strategiespiel für den PC und die Xbox. Es wurde von PopTop Software entwickelt. Publisher ist 2K Games. 2006 wurde es auf der Online-Plattform Steam veröffentlicht.
2011 sollte das Spiel verfilmt werden. Jerry Bruckheimer arbeitete an der Filmumsetzung. J. Michael Straczynski schreibt das Skript. Der Film sollte von Walt Disney Pictures finanziert und vertrieben werden.

## Handlung
Nach einer umstrittenen Wahl 2008 mit unentschiedenem Ausgang setzt der Kongress der Vereinigten Staaten das unpopulärste Staatsoberhaupt der US-Geschichte ein. David Jefferson Adams wird der 44. Präsident der Vereinigten Staaten.
2010 kommt es zu Unruhen. Milizen bilden sich und der Terrorismus von innen steigt sprunghaft an. Daraufhin verhängt der Präsident im Jahr 2011 durch nationale Anti-Terror-Gesetze das Kriegsrecht an der Westküste und in anderen Teilen des Landes. Trotz massiver Proteste im September 2012 umgeht das Oberste Bundesgericht die Wahlprozedur und schließt mehrere Präsidentschaftskandidaten aus mehreren Bundesstaaten von der Wahl aus. Nach einer Scheinwahl im November 2012 akzeptiert Adams eine zweite Amtszeit.
Während der 57. Amtseinführung am 20. Januar 2013 trifft eine Nuklearwaffe niedriger Sprengkraft Washington. Adams und die meisten Kongressmitglieder sterben. Durch die Zerstörung Washingtons bricht das politische System faktisch zusammen. Die Europäische Union entsendet Friedenstruppen in das Gebiet von Washington, um internationale Interessen zu wahren. Mehrere Bundesstaaten erklären sich für unabhängig.
Im Jahr 2014 existieren die Vereinigten Staaten von Amerika nicht mehr. Die restlichen Bundesstaaten bilden jeweils verschiedene Fraktionen und bekriegen sich. Ein 2. Amerikanischer Bürgerkrieg ist ausgebrochen.
Während man in der Kampagne voranschreitet, wird berichtet, dass Russland unter Nicholai Vladekov Alaska einnimmt, mit der Begründung, dass Alaska nie wirklich zu den Vereinigten Staaten von Amerika gehört habe. Er hat auch das Bombardement auf Washington mit Nuklearwaffen befohlen. Dies hat er getan, um die Weltwirtschaft lahmzulegen, die militärische Vorherrschaft wiederzuerlangen, um damit Europa leichter kontrollieren zu können. In Russland kommt es daraufhin zu massiven Protesten, und in Moskau wird das Kriegsrecht verhängt.
Nachdem man das Festland der Vereinigten Staaten wiedervereinigt hat, erklärt sich Hawaii bereit, der neuen Regierung beizutreten. Zuletzt greift man Alaska an, das von russischen Truppen besetzt ist. Das Resultat wird in einem Extro-Video veranschaulicht, abhängig davon, ob man Alaska zurückerobert hat und wie die politische Reputation ist.

## Spielmechanik
Auf einer politischen Karte Amerikas, außer Alaska und Hawaii, wählt man seine Fraktion aus. Die Fraktionen besitzen zu Anfang 4 Gebiete, ausgenommen die europäische Friedenstruppe, die nur eines besitzt. Jedes Gebiet bringt verschiedene Vorteile, etwa mehr Benzin in einer Schlacht oder höhere Einnahmen. Nach einer bestimmten Reihenfolge führen die Fraktionen ihre Möglichkeiten aus. Es können nur Gebiete angegriffen werden, die an mindestens ein eigenes Gebiet grenzen. Pro Spielzug ist nur ein Angriff möglich, jedoch kann ein Gebiet mehr als einmal von verschiedenen Fraktionen angegriffen werden. Auf der politischen Karte kauft oder repariert man Einheiten. Wenn man angegriffen wird, kann man keine regulären Einheiten dazukaufen, nur sogenannte Einmal-Einheiten. Wenn man angegriffen wird und nicht alle Einheitenplätze belegt hat, füllen schwache Milizeinheiten die restlichen Plätze auf.
Jede Einheit darf pro Runde maximal einmal angreifen. Zur Verfügung stehen leichte, mittlere und schwere Fahrzeuge, Infanterie, Hubschrauber, Bomber und Kampfjets. Das Schlachtfeld ist in Hex-Felder unterteilt. Zu Beginn jeder Schlacht werden die Einheiten manuell oder automatisch aufgestellt. Bomber und Kampfjets werden in einem Flughafen untergebracht, der ein Hexfeld benötigt. Auf einem Hexfeld kann nur eine Einheit stationiert sein.
Das Gebiet ist von Flüssen, Hügeln, Straßen, Brücken und Ähnlichem durchzogen. Diese bestimmen, wie schnell sich eine Einheit z. B. fortbewegt. Diese Geländearten bieten auch Boni, z. B. in der Verteidigung. Auf Straßen etwa kann man mehr Felder zurücklegen als über Hügel. Straßen verringern jedoch die Defensivkraft von Einheiten.
Wenn eine Einheit angegriffen wird, feuert die angreifende Einheit zuerst. Überlebt diese Einheit den Angriff, kann sie einmal pro Runde automatisch auf eine auf sie feuernde Einheit schießen, sofern sie es kann. Eine Luftabwehreinheit kann z. B. gegen Bodentruppen keinen Schaden anrichten, aber falls ein Bomber oder Kampfjet etwas in ihrem Angriffsradius angreifen will, feuert sie jedes Mal.
Um ein Gebiet in einer Schlacht zu erobern, muss man vorrangig markierte Städte einnehmen; diese bringen unterschiedlich viele Punkte. Um diese Städte einzunehmen, muss zumindest eine Bodeneinheit ein Hexfeld, das der jeweiligen Stadt gehört, besetzen. Ist eine feindliche Einheit ebenfalls auf einem Hexfeld der Stadt stationiert, kann der Angreifer die Stadt nicht einnehmen, bis diese Einheit zerstört ist. Hat man die fest vorgegebene Punktzahl erreicht, um ein Gebiet zu erobern, nimmt man das Gebiet automatisch ein. Verbliebene Feindeinheiten verbleiben dem Besitzer.
Man kann ebenfalls alle gegnerischen Einheiten töten und damit automatisch das Gebiet einnehmen. Oder der Feind überlässt einem das Gebiet freiwillig bzw. nach größeren Verlusten in einer Schlacht.
Außerdem gibt es in jeder Schlacht eine fest vorgegebene Anzahl maximaler Runden. Hat man diese Rundenzahl erreicht, bevor man genügend Städte erobert hat, gilt die Schlacht als verloren.
Während jeder neuen Runde wirft Russland ein Hilfspaket zufällig über der Karte ab. Dieses enthält Upgrades, Reparaturen, russische Einheiten oder auch in seltenen Fällen Fallen.
Während der Schlacht sammelt man politische Reputation. Dies wird dadurch bestimmt, wie viel Kollateralschäden man in einer Schlacht anrichtet. Diese möglichen Schäden geben an, welche Spezialfähigkeiten man einsetzen kann. Je weniger Kollateralschäden man anrichtet, desto positivere Spezialfähigkeiten erhält man für die eigenen Streitkräfte. Größere Kollateralschäden bringen etwa Artilleriebeschuss, Bombenteppiche oder schmutzige Bomben. Jede Fraktion besitzt eigene Spezialfähigkeiten. Diese brauchen eine jeweilige Anzahl an Runden, um sich „aufzuladen“. Sie können mehrere Male in einer Schlacht eingesetzt werden.
Trotz größerer Wasserfläche existieren keine maritimen Einheiten.

## Fraktionen
Insgesamt gibt es sieben Fraktionen, die in der Kampagne spielbar sind. Russland ist die achte Fraktion. Sie ist in der Kampagne nur als Gegner verfügbar, im Gefecht jedoch auswählbar. Jede Fraktion besitzt teilweise spezifische Einheiten, die in dieser Form nur sie hat.

### California Commonwealth
Das California Commonwealth besteht vor allem aus den Bundesstaaten Nevada, Arizona, Utah. Das Commonwealth ist reich an natürlichen Rohstoffen. Die Bevölkerung konzentriert sich aber größtenteils an der Pazifikküste. Die anderen Fraktionen denken, dass die Kalifornier oberflächlich, aber kreativ und erfinderisch sind. Die Kalifornier sehen den Krieg als einen Krieg gegen die Unterdrückung.

### The Confederacy
The Confederacy besteht aus den Bundesstaaten Virginia, North Carolina, South Carolina, Georgia, Florida, Alabama, Mississippi, Louisiana, Tennessee und Kentucky. Die Confederacy sehen den Krieg als einen Angriff auf traditionelle Werte. Sie gelten als konservativ, verfügen aber über modernste Technik, unter anderem Laserpanzer. Außer ihrer Lage hat die Confederacy nur wenig mit den Konföderierten aus dem ersten Amerikanischen Bürgerkrieg gemein.

### Great Plains Federation
Die Great Plains Federation besteht aus den Bundesstaaten Minnesota, Ohio, Michigan, Iowa, Illinois, Indiana, Missouri, Wisconsin, Kansas, Nebraska, North Dakota und South Dakota. Ihre Einwohner gelten als ultrakonservativ. Trotzdem gilt sie als die toleranteste Fraktion.

### New England Alliance
Die New England Alliance besteht aus den Bundesstaaten New York, New Hampshire, Ohio, West Virginia, New Jersey, Pennsylvania, Maine, Vermont, Rhode Island, Massachusetts und Connecticut. Die New Englander sind sehr ehrgeizig. Sie haben die höchste Bevölkerungsdichte.

### Pacifica
Pacifica besteht aus den Bundesstaaten Washington, Oregon, Idaho, Montana, Wyoming, und Colorado. Die Pacifica werden oft als grüne Spinner bezeichnet und sollen mangelnden Realitätssinn besitzen. Sie sehen den Krieg als einen Krieg gegen Aggressionen.

### The Republic of Texas
Die Republic of Texas besteht aus den Bundesstaaten Texas, New Mexico, Oklahoma, Arkansas und Missouri. Die Texaner werden oft als Bier saufende Cowboys bezeichnet. Sie besitzen jedoch klare Regeln und verabscheuen Verräter und Bürokraten. Sie sind immer nur einen Schritt weit von der Anarchie entfernt. Ihre Armee ist eine der fortschrittlichsten.

### Europäische Union
Die Europäische Union ist im Umfeld des zerstörten Washington D.C tätig. Unter ihrer Kontrolle stehen Teile der Bundesstaaten Maryland, Delaware, West Virginia, Pennsylvania und New Jersey. Die Europäische Union versucht mithilfe der Friedenstruppen die Staatenunion wiederherzustellen und möchte Chaos vermeiden. Ihre wirtschaftlichen Interessen spielen eine große Rolle, da durch den Krieg ein wichtiger wirtschaftlicher Markt für die Europäer zusammengebrochen ist.

### Russland
Russlands einziges Gebiet ist Alaska. Russland besitzt nur sehr wenige Einheiten; diese sind dafür aber sehr stark. Da Russland nur in einer Schlacht auftritt, werfen sie ihr gesamtes Heer in die Schlacht. Die Besetzung Alaskas wird von Russland konkret nicht unterstützt. Nicholai Vladekov führt die Eroberung durch. Das Ergebnis der Eroberung kann zu einem politischen Erdrutsch zu Gunsten oder Ungunsten Vladekovs führen.

## Wertungen
Die Computer Bild Spiele ermittelte den Durchschnitt der Kritiken mit 72 %.
Die Fachzeitschrift GameStar vergab 76 von 100 möglichen Punkten.
Die Seite 4players.de vergab für die PC-Fassung 71 und für die Xbox-360-Version ebenfalls 71 von 100 möglichen Punkten. Gelobt wird unter anderem das interessante Szenario, das witzige Gut/Böse-Prinzip und das unkomplizierte Prinzip. Negative Kritikpunkte seien die „mangelnde Abwechslung“, die „einfallslose KI“ und dass es wenig taktische Möglichkeiten gebe.
Die PC Games vergab eine Wertung von 76 Prozent. Positiv wurde die „dynamische Kampagne“ und die Einsteigerfreundlichkeit bewertet. Negative Kritikpunkte sind, dass die Grafik „unteres Mittelmaß“ sei und dass der Mehrspielermodus „unbefriedigend“ ist.